# Vasconcellea chilensis
Vasconcellea chilensis är en tvåhjärtbladig växtart som beskrevs av Jules Émile Planchon. Vasconcellea chilensis ingår i släktet Vasconcellea och familjen Caricaceae. Inga underarter finns listade i Catalogue of Life.

## Bildgalleri

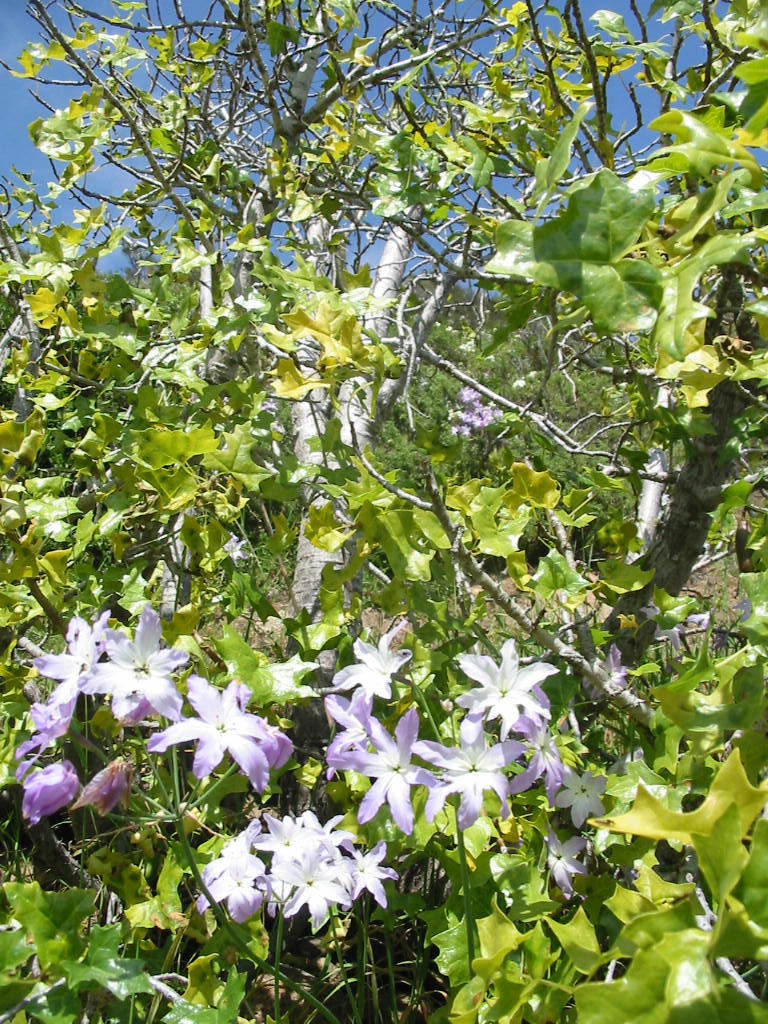
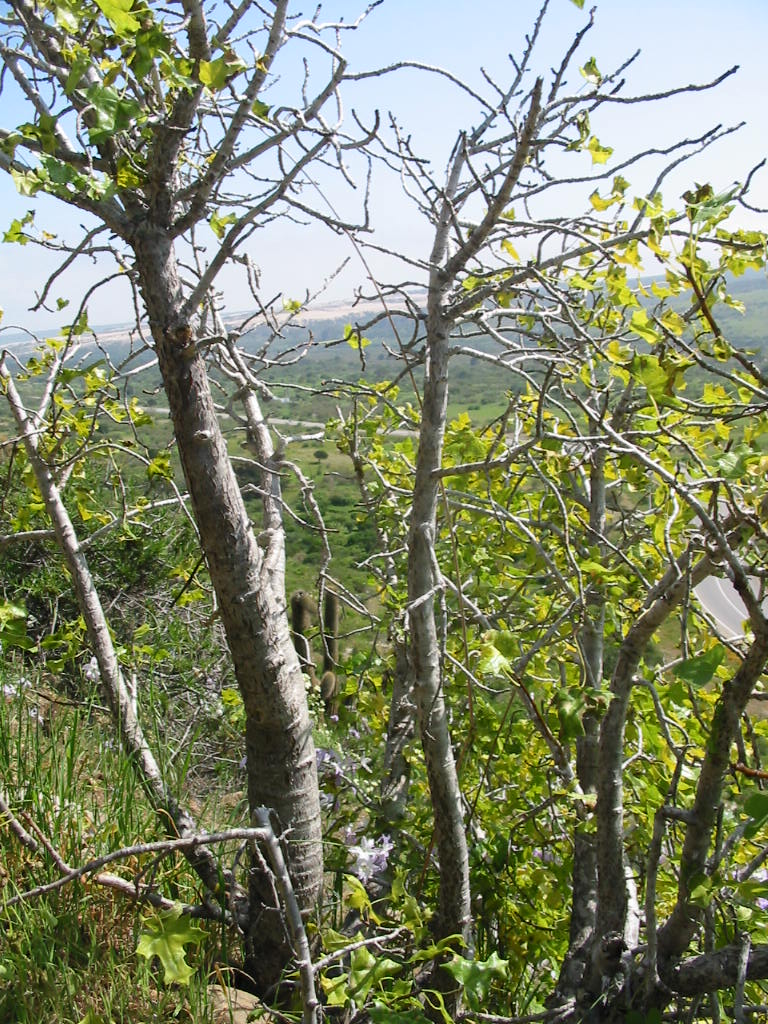
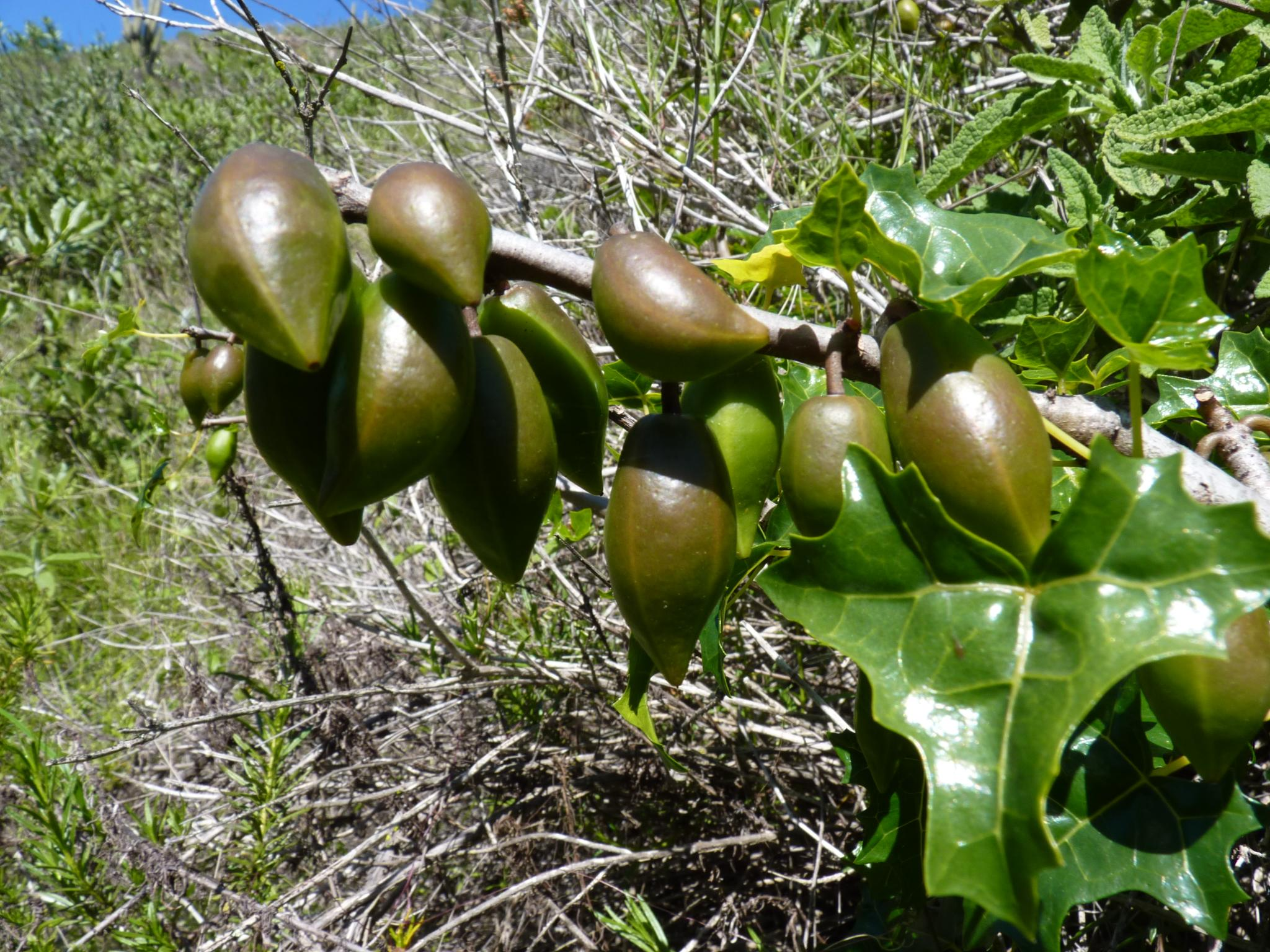
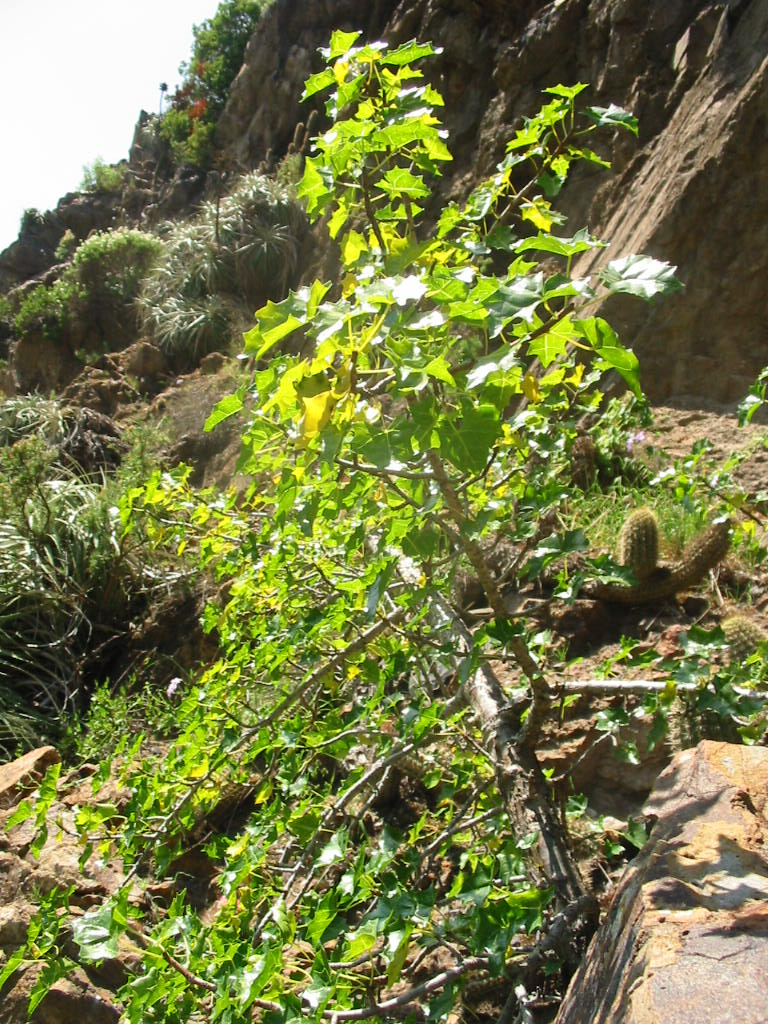
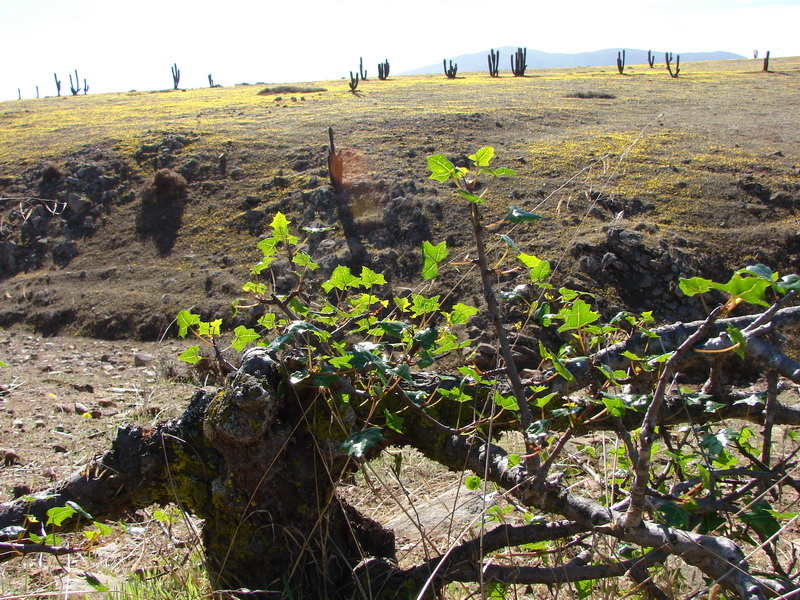